# Infinitivgruppe
Als Infinitivgruppe wird im Deutschen die Kombination eines Infinitivs mit dem Wort „zu“ und gegebenenfalls weiteren Wörtern bezeichnet. Dieser Begriff erscheint insbesondere im Zusammenhang mit Rechtschreibregeln (Kommaregeln) und ist nicht in allen Fällen deckungsgleich mit grammatischen Einteilungen der Infinitive.

## Begriffe
Der Duden definiert in seinem „Wörterbuch der Zweifelsfälle“ Infinitivgruppen allgemein als „Ausdrücke mit Infinitiven, die ein zu bei sich haben“, also beispielsweise zu spielen, zu laufen. Trennbare Verben bilden Infinitivgruppen in nur einem orthografischen Wort, z. B. auszusagen, hereinzulassen.
In neueren Versionen der Dudengrammatik erscheint Infinitivgruppe hingegen in einer Verwendung, die letztlich die Bedeutung „infiniter Nebensatz“ bzw. „satzwertiger Infinitiv“ ergibt (siehe unten für Einzelheiten).
Infinitivgruppen im Sinne der Rechtschreibregeln treten entweder in Form eines „bloßen Infinitivs“ oder als „erweiterter Infinitiv“ auf. Mit der Bezeichnung „bloßer Infinitiv“ ist in diesem Zusammenhang eine Infinitivgruppe der Form „zu + Verb“ gemeint, mit „erweiterter Infinitiv“ hingegen eine Infinitivgruppe, die noch ein oder mehrere Wörter zusätzlich enthält, etwa in dem Beispiel:
- „Statt am Bericht zu arbeiten, vergnügte sich Herbert mit Computerspielen.“

Das Wort „arbeiten“ ist der Infinitiv, welcher in der Kombination mit „zu“ eine Infinitivgruppe darstellt. Diese Infinitivgruppe ist um die Ergänzung „am Bericht“ erweitert. Elemente wie „statt“, die der Infinitivgruppe vorangehen, werden ihr traditionell manchmal ebenfalls zugerechnet (was grammatisch strittig ist; vor allem falls „statt“ eine Präposition ist).

## Kommaregeln
Im Regelwerk von 2016 sind einige Fälle vorgesehen, in denen ein Komma bei Infinitiven zu setzen ist. Dies sind vor allem Infinitive, die durch eine Konjunktion oder Präposition eingeleitet sind (anstatt zu..., ohne zu...) sowie Infinitive, die von Substantiven oder Verweiswörtern abhängen (der Plan, die Gemälde zu verkaufen – Er rechnet damit, doch noch zu gewinnen.). Im letzteren, aber nicht im ersteren Fall kann das Komma bei bloßen Infinitiven, also den besonders kurzen Infinitiven, entfallen: Thomas dachte nicht daran(,) zu gehen.
Seit dem 1. Juli 2024 werden Infinitivgruppen verbindlich durch ein Komma abgetrennt.

## Kommasetzung und die Grammatik der Infinitive
Die oben dargestellte traditionelle Erläuterung der Bezeichnung „Infinitivgruppe“ läuft quer zur grammatischen Einteilung nach „kohärenten / inkohärenten“ Infinitiven. Der zu-Infinitiv kann grammatisch gesehen satzwertig sein (inkohärent) oder er kann Teil des zusammengesetzten Prädikats sein (kohärent).
In der Praxis haben die meisten nachgestellten Infinitive im Deutschen den Status von Nebensätzen, für die die Abtrennung durch Kommata intuitiv keine Schwierigkeiten macht. Die seltenen Fälle von nachgestellten erweiterten Infinitivgruppen, die nicht satzwertig sind, werden allerdings in der Regel ebenfalls durch Kommata abgetrennt. Die Option, ein Komma wegzulassen, wiederum ist allein durch die Kürze einer Infinitivgruppe motiviert, unabhängig von ihrer grammatischen Funktion.
Zur Kommasetzung bei Infinitivstrukturen gibt es eine fakultative und eine obligatorische Regel. Infinitivgruppen können mit einem Komma abgetrennt werden, wenn dadurch die Gliederung des Satzes deutlicher wird. Diese Regel trifft auf erweiterte Infinitivgruppen und auf einfache Infinitive zu. Beispiele hierfür sind: Wir empfehlen [,] ihm zu folgen (Der einfache Infinitiv ist hier mit Ihm erweitert), Wir empfehlen ihm [,] zu folgen. Eine Infinitivgruppe muss in den folgenden drei Fällen mit Komma abgetrennt werden:
1. Eine der folgenden Konjunktionen leitet die erweiterte Infinitivgruppe ein: als, anstatt, außer, ohne, statt, um
2. Die Infinitivgruppe hängt von einem Substantiv ab
3. Ein hinweisendes Wort leitet auf die Infinitivgruppe hin.

Das Komma in den Fällen 2 und 3 kann wegfallen, wenn es sich ausschließlich um einen einfachen Infinitiv handelt und durch das Weglassen des Kommas keine Missverständnisse entstehen.